# Вежа Рігени
Вежа Регіни, вежа Кіті (грец. Πύργος της Ρήγαινας) — це невелика кам'яна вежа, яка використовувалася як оглядова башта. 

## Розташування
Розташована на вершині невисокого пагорба на відстані двох кілометрів на північ від мису Кіті, і тому його також називають Вежею Кіті. Інші подібні вежі знаходяться в Пілі, Ксилофагу та Аламіносі.

## Історія
Побудована між 1489—1570 роками і є лише однією з небагатьох уцілілих веж на Кіпрі від венеційської окупації. 
Вежа використовувалася гвардійцями як система раннього попередження для надсилання повідомлень через запалені смолоскипи до військової адміністрації в район Ларнаки про іноземні рейди.
На скелястій зовнішній стіні зображений лев Святого Марка: символ Венеційської республіки. Подібні будівлі у венеційському та франкському стилі досі є в інших частинах Кіпру.
Давня традиція говорить, що у вежі Регіни (королеви) був підземний тунель, яким Регіна користувалася на випадок вторгнення або коли хотіла піти в лазню в Терсефану. Регіна подорожувала на золотій колісниці з охороною та супроводом. Золота карета, за легендою, досі похована в підземному тунелі.

## Архітектура
Ця вежа складається з чотирьох сторін довжиною 6 метрів. Має два поверхи. Єдиний вхід у західній частині, на відстані 4 м від землі. Вхід у бік вежі відбувався через повішену драбину, яка спускалася з середини вежі. Усередині внутрішньої основи вежі був резервуар для води. На вершині його навколо чотирьох боків будівлі були різьблені прикраси, характерні для венеційсько–франкської архітектури.